# Минский уезд
Ми́нский уе́зд — административная единица в составе Минского наместничества, Минской губернии и Белорусской ССР, существовавшая в 1793—1924 годах. Центр — город Минск.

## История

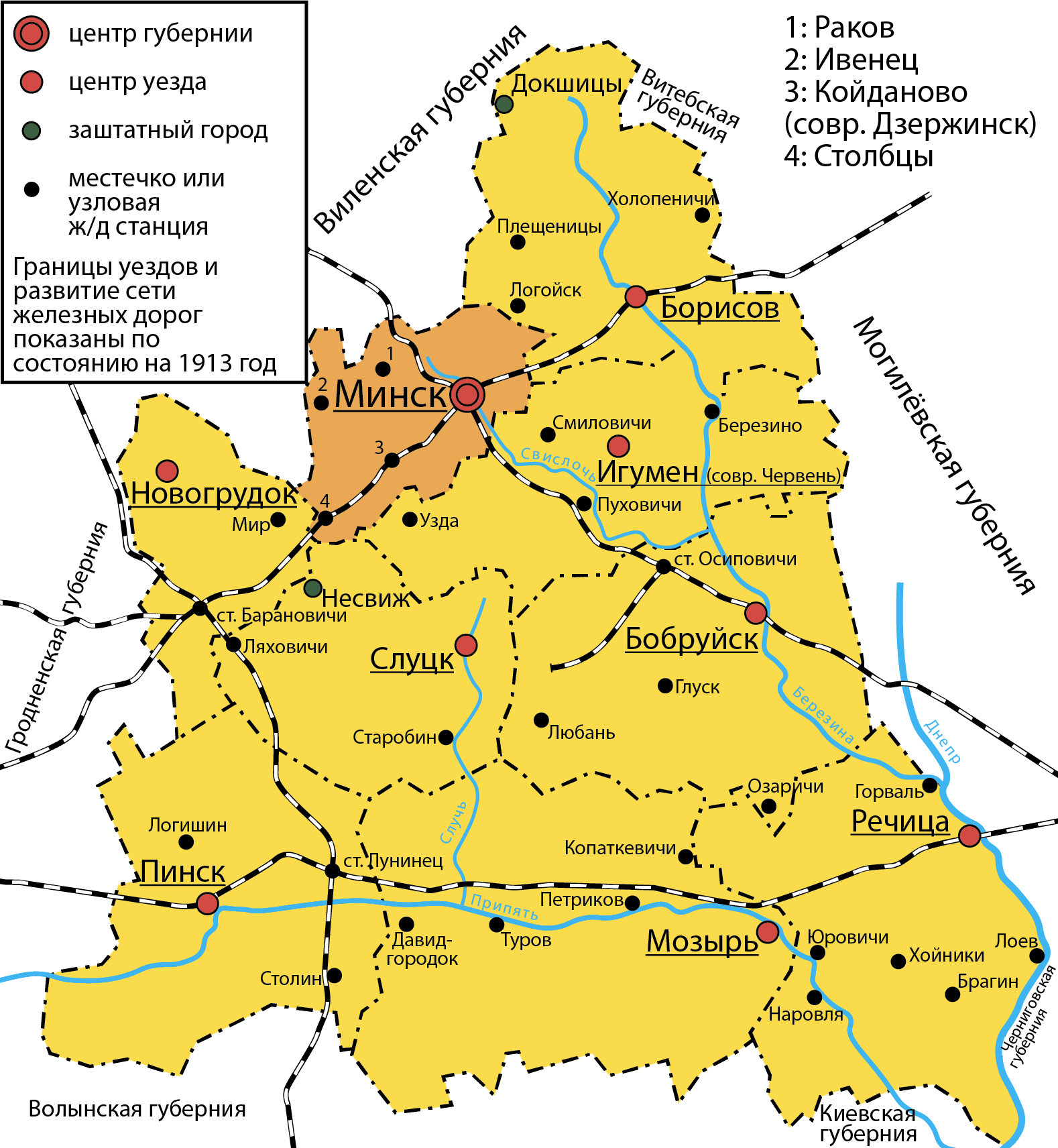
Минский уезд на карте Минской губернии по состоянию на 1913 год.

Минский уезд в составе Минской губернии Российской империи был образован в 1793 году после 2-го раздела Речи Посполитой. С 1795 по 1796 относился к Минскому наместничеству. В 1921 году Минская губерния была упразднена, и уезд перешёл в прямое подчинение Белорусской ССР.
В 1924 году уезд был упразднён.

## Население
По данным переписи 1897 года в уезде проживало 277,2 тыс. чел. В том числе белорусы — 59,2 %; евреи — 23,1 %; русские — 9,5 %; поляки — 7,1 %. В уездном городе Минске проживало 90 912 чел.

## Административное деление
В 1890 году в состав уезда входило 16 волостей:
| № п/п | Волость               | Волостное правление   | Число селений | Население |
| ----- | --------------------- | --------------------- | ------------- | --------- |
| 1     | Белоручская           | м. Белоручье          | 130           | 5512      |
| 2     | Заславская            | м. Заславль           | 158           | 7862      |
| 3     | Засульская            | с. Засулье            | 54            | 4693      |
| 4     | Ивенецкая             | м. Ивенец             | 141           | 10386     |
| 5     | Койдановская          | м. Койданов           | 207           | 18177     |
| 6     | Острошицко-Городецкая | м. Городок            | 150           | 10599     |
| 7     | Першайская            | с. Першаи             | 55            | 6374      |
| 8     | Раковская             | м. Раков              | 154           | 11267     |
| 9     | Рубежевичская         | м. Рубежевичи         | 176           | 15262     |
| 10    | Самохваловичская      | м. Самохваловичи      | 144           | 12613     |
| 11    | Сверженская           | м. Ново-Свержень      | 46            | 8167      |
| 12    | Семково-Городецкая    | м. Хмаринский городок | 118           | 4683      |
| 13    | Станьковская          | с. Станьково          | 99            | 7687      |
| 14    | Старосельская         | c. Старое Село        | 140           | 6979      |
| 15    | Столпецкая            | м. Столпцы            | 15            | 8827      |
| 16    | Сенницкая             | с. Сеница             | 104           | 8813      |

В 1913 году в уезде также было 16 волостей.

## Населённые пункты
По переписи 1897 года наиболее крупные населённые пункты уезда:
| - город Минск - 90912 чел.; - местечко Койданов - 4744 чел.; - местечко Столпцы - 3754 чел.; - местечко Раков - 3641 чел.; - местечко Ивенец - 2670 чел.; - местечко Ново-Свержень - 1752 чел.; - местечко Рубежевичи - 1482 чел.; - местечко Острошицкий Городок - 1115 чел.; |

## Предводители дворянстваМинского уезда
| Фамилия, Имя Отчество                            | Период руководства  | Должности и Чины                                                                           | Награды |
| ------------------------------------------------ | ------------------- | ------------------------------------------------------------------------------------------ | --- |
| Ванькович, Иосиф Матвеевич                       | ?-1796-?            | Судья земский (1786)                                                                       | Орден Святого Станислава |
| Оборский, Томаш Францевич                        | 1801-1802           | бывший кравчий Минского воеводства                                                         | ? |
| Ванькович, Иосиф Матвеевич                       | 1802-1808           |                                                                                            | Орден Святой Анны 2 степени, Орден Святого Станислава |
| граф Чапский, Карл Францевич                     | ?-1809-?            |                                                                                            | Орден Святого Иоанна Иерусалимского |
| Ванькович, Аполинарий Иванович                   | 1814-1817           |                                                                                            | ? |
| Ленский, Александр Павлович                      | 1823-1826           |                                                                                            | ? |
| Любанский, Иван Викторович                       | 1826-1829           | Коллежский советник                                                                        | ? |
| граф Бржозовский, Ефим Михайлович                | 1829-1832           | Камер-юнкер                                                                                | ? |
| Здеховский, Фортунат Киприанович                 | 1832-1835           | отставной Штабс-ротмистр                                                                   | Орден Святого Владимира 4 степени |
| Пищалло, Рудольф Станиславович                   | 1835-1838           |                                                                                            | Орден Святого Владимира 4 степени |
| граф Ржеуский, Флориан Северинович (Ксаверьевич) | 1838-1841           | Поручик гвардии                                                                            | Орден Святой Анны 2 степени c бантом и 4 степени (золотая шпага с надписью «За храбрость», Орден Святого Станислава 3 степени, Орден Святого Владимира 4 степени, Медаль «В память войны 1853-1856 гг.», Знак отличия за военное достоинство 4 степени                                                                             |
| Богдашевский, Игнатий Степанович                 | 1842-1861-?         | Коллежский секретарь, Коллежский асессор                                                   | Орден Святой Анны 3 степени, Орден Святого Владимира 4 степени, Медаль «В память войны 1853-1856 гг.» |
| Ванькович, Лев Аполинарьевич                     | 10(17).09.1863-1872 | Камер-юнкер, Коллежский асессор, Надворный советник (с 1868), Коллежский советник (c 1870) | Орден Святого Станислава 3 степени и 2 степени с Императорской короной, Медаль «В память войны 1853-1856 гг.», Медаль «За усмирение польского мятежа» (1867), Знак отличия, учрежденный 24 ноября 1866 г. «За поземельное устройство государственных крестьян»                                                                     |
| Хоментовский, Павел Михайлович                   | 1873-1885-?         | Статский советник                                                                          | Орден Святого Станислава 2 степени, Орден Святой Анны 2 степени с Императорской короной, Медаль «За усмирение польского мятежа» (1867), Знак отличия, учрежденный «За успешное введение в действие Положения 19 февраля 1861 г.», Знак отличия, учрежденный 24 ноября 1866 г. «За поземельное устройство государственных крестьян» |
| Извеков, Егор Егорович                           | ?-1887-1892         | Коллежский советник, Статский советник (с 1888)                                            | ? |
| граф Татищев, Владимир Сергеевич                 | 1892-1895           | Коллежский секретарь, Титулярный советник (с 1894)                                         | ? |
| Гирс, Александр Николаевич                       | 1896-1899           | Коллежский асессор, Камер-юнкер (с 1897)                                                   | ? |
| Демидов, Николай Иванович                        | 1900-?              | Коллежский советник                                                                        | ? |
| Кологривов, Юрий Александрович                   | ?-1905-1907         | Коллежский асессор, Надворный советник (с 1907)                                            | ? |
| Сорнев, Степан Николаевич                        | 1908-1912           | Коллежский советник, Статский советник (с 1910), Действительный статский советник (с 1912) | ? |
| фон Мореншильдт, Сергей Александрович            | 1913-1917           | Статский советник, Действительный статский советник (с 1914)                               | ? |